# Dólar de las Indias Occidentales Británicas
El dólar de las Indias Occidentales Británicas (BWI $) fue la moneda de Guayana Británica y las dependencias británicas del Caribe Oriental desde 1949 con emisión de billetes en 1950 y con acuñación de monedas desde 1955. La política monetaria de la moneda fue supervisada por los Junta Monetaria Británica del Caribe. El dólar de las Indias Occidentales británicas no se usó nunca en Honduras Británica, Jamaica, Islas Caimán, Islas Turcas y Caicos, Bahamas ni Bermudas.

## Historia
En 1949, el gobierno británico formalizó el sistema de dólares en las cuentas de Guayana Británica y los territorios del Caribe Oriental mediante la introducción de esta unidad monetaria (BWI $) al tipo de conversión ya existente de $ 4,80 por libra esterlina. El código ISO 4217 de la moneda fue XBW. El símbolo "$ ICM" fue adoptado para su uso frecuente. 
Hasta 1955, esta moneda solo existía en formato de billetes. Las monedas decimales sustituyeron a las monedas fraccionarias de la libra esterlina en 1955. Estas monedas decimales estaban expresados en centavos de dólar, cada centavo de dólar valía medio peñique de libra esterlina.
En 1958, las Indias Occidentales se estableció adoptando al dólar de las Indias Occidentales Británicas como unidad monetaria. Sin embargo, a pesar de que Jamaica (incluidas las Islas Caimán y las Islas Turcas y Caicos) eran parte de la Federación de las Indias Occidentales, no adoptaron esta moneda. Jamaica, las Islas Caimán y las Islas Turcos y Caicos optaron por seguir usando la libra
En 1964 Trinidad y Tobago se retiró de la unión monetaria (adoptando su propia moneda), y pronto esta divisa perdería su respaldo regional.
En 1965, dejó de utilizarse esta unidad monetaria definitivamente.

## Monedas
Las monedas comenzaron a acuñarse en 1955 y poseían los siguientes parámetros:
| Denominación | Emisión | Material     | Forma    |
| ------------ | ------- | ------------ | -------- |
| ½ Centavo    | 1955    | Bronce       | Circular |
| 1 Centavo    | 1955    | Bronce       | Circular |
| 2 Centavos   | 1955    | Bronce       | Circular |
| 5 Centavos   | 1955    | Níquel-Latón | Circular |
| 10 Centavos  | 1955    | Cupro-Níquel | Circular |
| 25 Centavos  | 1955    | Cupro-Níquel | Circular |
| 50 Centavos  | 1955    | Cupro-Níquel | Circular |

## Billetes
La primera serie de papel moneda fue emitida por bancos privados, incluyendo el Colonial Bank, Barclays Bank (que se hizo cargo del Banco Colonial) y el "Royal Bank of Canada". Los billetes se imprimieron en Antigua, Barbados, Guyana, Dominica, Granada, Saint Kitts, Santa Lucía, San Vicente y Trinidad y Tobago. La principal característica de interés de estos billetes fue el hecho de que muestra el sistema de contabilidad doble indicando la cantidad, tanto en libras esterlinas y en dólares españoles en la tasa de conversión automática de 1 dólar.
En 1950, las primeras emisiones fueron impresas para su uso en todas las colonias participantes, con el nombre "British Caribbean Territories, Eastern Group". Esta serie de papel moneda poseía denominaciones de 1, 2, 5, 10, 20 y 100 dólares. Esta emisión sustituyó a todas las ediciones anteriores a 1951. Las series de 1950-1951 llevaban el retrato del rey Jorge VI, mientras que los billetes impresos entre 1953 y 1964, llevaban la figura de la reina Isabel II del Reino Unido.